# Thugny-Trugny
Thugny-Trugny é uma comuna francesa na região administrativa de Grande Leste, no departamento das Ardenas. Estende-se por uma área de 13,41 km². Em 2010 a comuna tinha 272 habitantes (densidade: 20,3 hab./km²).

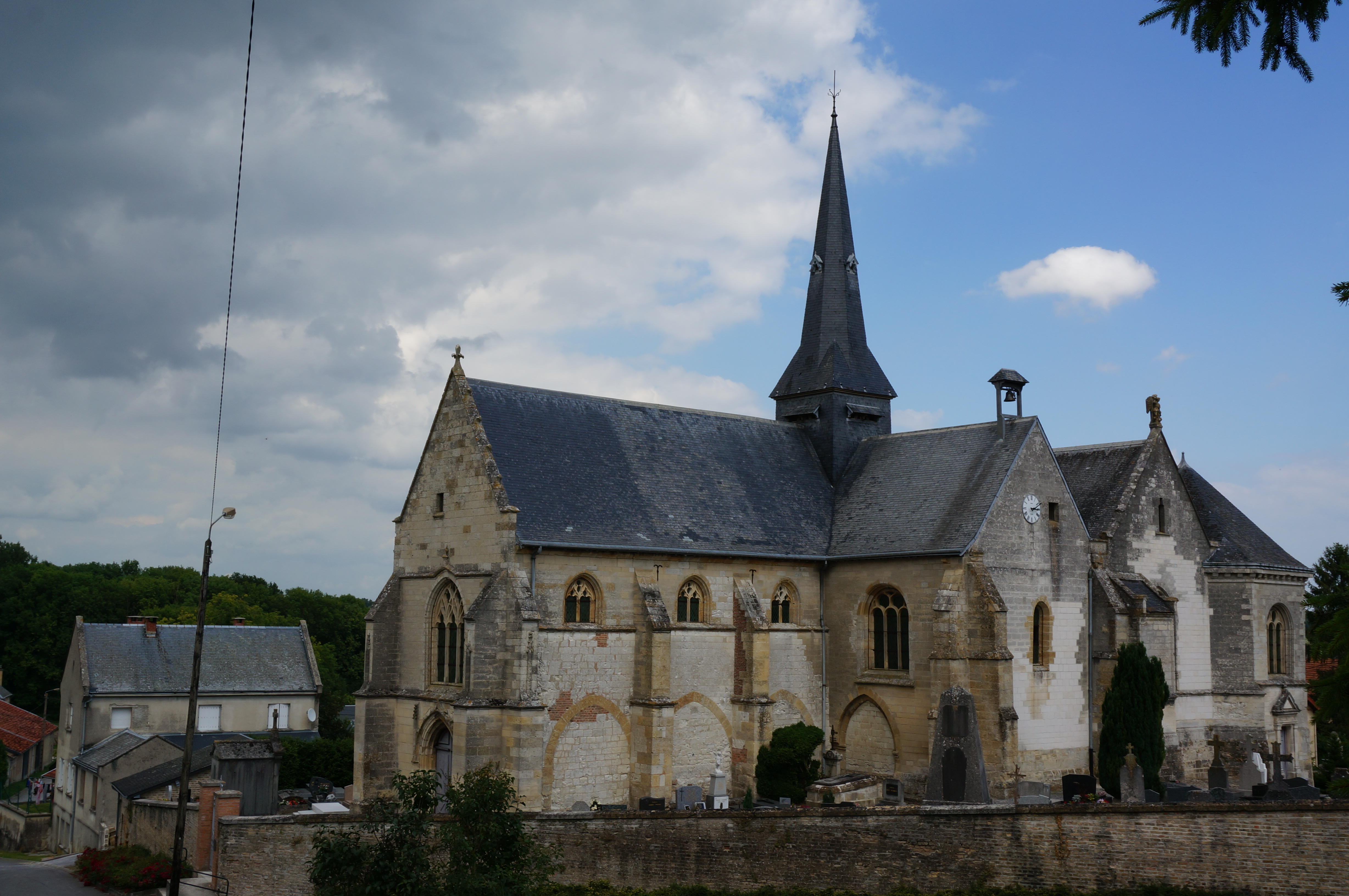
Igreja.
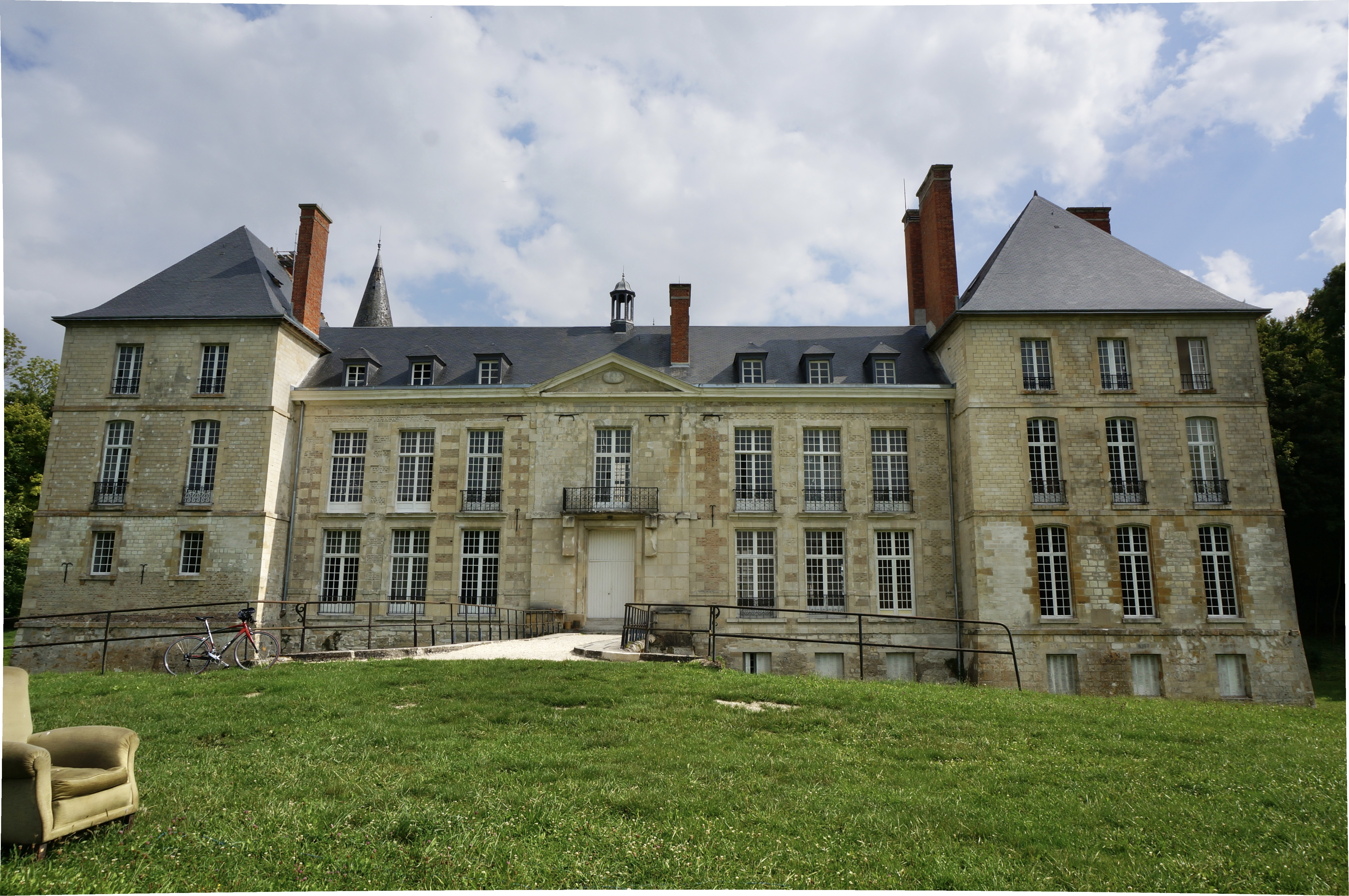
Palácio.